# Herstellung römischer Helme
Helme gehören zu der Militärausrüstung der römischen Legionen und Hilfseinheiten. Die verwendeten Herstellungsarten und das Material ändert sich im Laufe der Zeit und mit den unterschiedlichen Helmtypen.

## Material
Üblicherweise bestanden römische Helme aus Bronze, Messing oder Eisen.
Die ersten römischen Helme (Helmtypen Montefortino und Mannheim) wurden noch ausschließlich aus Bronze hergestellt. Erst ab augusteischer Zeit wurden sie daneben auch aus Messing und Eisen gefertigt. Sowohl das Buntmetall als auch das Eisen wurden aus größeren Produktionszentren aus dem ganzen Römischen Reich importiert, aber auch aus kleineren lokalen Vorkommen bezogen.
Vor allem die Beschaffung von Eisen gestaltete sich für das Militär unproblematisch, da die Eisenbergwerke in staatlichem Besitz waren. Außerdem wurde neben dem frisch gewonnenen Rohstoff auch Alt- bzw. Schrottmetall recycelt und verarbeitet.

## Herstellung
Zur Herstellung von Helmen nutzten die Römer mehrere Verfahren, die je nach Material und Helmtyp teilweise in Kombination eingesetzt wurden.
Die Kalotte bronzener Helme wurden spätestens seit dem 4. Jahrhundert v. Chr. meist aus einem Stück gegossen. Dabei wird das flüssige Material in eine Form gegossen, wo es dann erhärtet. Anschließend wird das Rohstück auf einer Drehbank überarbeitet und dann abschließend mit einem Treibhammer verdichtet und poliert. Durch diese nachträgliche Bearbeitung ist es meist schwer, die zugrundeliegende Gusstechnik zu erkennen. Oft, aber nicht immer, wurden Kalotte und Halterung für den Helmbusch, wie etwa bei dem Helmtyp Montefortino, in einem Stück gegossen.
Das Treibverfahren wurde sowohl bei Buntmetall- als auch bei Eisenhelmen eingesetzt. Im Gegensatz zu Helmen aus Bronze oder Messing wurden solche aus Eisen jedoch immer auf diese Weise hergestellt. Dabei wird der Helm mit Hammerschlägen aus einem dicken, runden Blech herausgearbeitet. Die Ausgangsdicke des Blechs durfte nicht zu gering sein, da sonst der fertige Helm zu dünn geworden wäre. Das Blech wird über eine Vertiefung gelegt und mit dem Hammer bearbeitet, bis es die gewünschte Form erreicht. Die bearbeitete Fläche bildet nun die Innenseite des Helms. Die Oberfläche kann im folgenden Schritt bearbeitet werden, indem man in über einen pilzförmigen Amboss legte und die Oberfläche mit dem Hammer weiter bearbeitete. Durch die Bearbeitung des Eisens mit dem Hammer verliert das Material an Elastizität und wird härter, aber auch spröder.
Eine ebenfalls verwendete Technik ist das Metalldrücken. Dabei wird ein dickes, rundes Blech zwischen eine Form und eine Halterung geklemmt. Diese werden in Drehung versetzt. Nun wird das Metall über die Form gedrückt.
Die Kalotte und der Nackenschutz wurden bis in die Spätantike, unabhängig von dem verwendeten Material, aus einem Stück gefertigt. Eine Ausnahme bildet hier der Helmtyp Port. Bei ihm wurden die Kalotte und der Nackenschutz einzeln gefertigt und danach zusammengesetzt. Die Wangenklappen wurden separat von der Kalotte gefertigt und im Nachhinein, etwa durch Scharniere, an dem Helm befestigt. Dadurch war es möglich, sie anzuheben, etwa um besser zu hören, oder sie durch ein Band am unteren Ende der Wangenklappen eng an den Kopf zu binden.

## Überzug
Es sind mehrere Arten von Überzügen auf römischen Helmen bekannt. Wie Funde aus Gewässern und Mooren zeigen, wurden Helmen aus Messing oder Bronze häufig verzinnt. Hier spricht man von Verzinnung oder Weißmetallüberzug. Ob es sich hierbei um Korrosionsschutz handelte oder das Zinn nur eine dekorative Funktion besaß, ist nicht abschließend geklärt. Gegen eine Funktion als Korrosionsschutz spricht, dass Bronze- und Messinghelme mit relativ geringem Pflegeaufwand wenig anfällig für Grünspan sind. Bei Funden aus anderen Kontexten, also nicht aus Mooren oder Gewässern, ist eine Verzinnung nur noch schwer nachzuweisen, da diese im Boden sehr schnell vergeht.
Eisenhelme benötigen einen Korrosionsschutz, da Eisen mehr als Buntmetall zu Rost neigt. Bekannt sind Überzüge aus Bronzeblechen und vergoldetem Silberblech. Verzinnung von Eisenhelmen ist bis jetzt nicht bekannt. Entweder liegt dies daran, dass eine Verzinnung sich auf Eisen wesentlich schlechter erhält als auf Buntmetall, oder daran, dass eine Verzinnung nicht auf eine zufriedenstellende Art und Weise möglich war.